# Ira Coray Abbott
Pour les articles homonymes, voir Abbott.
Ira Coray Abbott (né le 14 décembre 1824 à Burns, dans le comté d'Allegany, État de New York, et décédé le 9 octobre 1908, à Washington) est un brigadier-général de l'Union. Il est enterré au cimetière national d'Arlington.

## Guerre de sécession
Ira Coray Abbott est nommé capitaine du 1st Michigan Infantry le 1er mai 1861. Il quitte le service actif des volontaires le 7 août 1861. Il se réengage, toujours en tant que capitaine du 1st Michigan Infantry le 12 septembre 1861.
Il est promu commandant le 28 avril 1862 et  lieutenant-colonel le 30 août 1862. Il commande le 1st Michigan Volunteer Infantry Regiment. Il est blessé à la bataille de Fredericksburg en décembre 1862. 
Il est promu colonel le 18 mars 1863. Lors de la bataille de Gettysburg, son régiment était rattaché à la brigade du colonel William S. Tilton, qui fit face, le 2 juillet 1863, à l'attaque confédérée dans la zone de Stony Hill.
Il reçoit son brevet de brigadier-général le 13 mars 1865 pour « bravoure et services méritant lors de la guerre ».